# Mimopezus pujoli
Mimopezus pujoli är en skalbaggsart som beskrevs av Stefan von Breuning 1970. Mimopezus pujoli ingår i släktet Mimopezus och familjen långhorningar. Inga underarter finns listade i Catalogue of Life.